# 湘河镇
湘河镇，是中华人民共和国陕西省商洛市商南县下辖的一个乡镇级行政单位。
2015年，陕西省民政厅批复同意撤销白浪镇，并入湘河镇。

## 行政区划
湘河镇下辖以下地区：
湘河村、红鱼村、莲花台村、两岔河村、小岭观村、三官庙村、滚子沟村、瓦窑岭村、双庙岭村、梳洗楼村、白浪村、月亮湾村、泉垭村、汪家店村、地坪村、后坪村和苇园村。